# Tetragonophthalma taeniata
Tetragonophthalma taeniata là một loài nhện trong họ Pisauridae.
Loài này thuộc chi Tetragonophthalma. Tetragonophthalma taeniata được Cândido Firmino de Mello-Leitão miêu tả năm 1943.